# Верхнеаршинский
Верхнеарши́нский (баш. Үрге Арша) — село в Белорецком районе Башкортостана России, относится к Николаевскому сельсовету.

## География
Расположено в верховьях реки Арши.

## История
Верхне-Аршинское месторождение бурого железняка разрабатывалось в кустарных масштабах для Белорецкого завода с конца XIX века. В 1901 году, согласно «Списка населенных мест Оренбургской губернии» в Тирлянской волости в Верхеаршинском руднике проживало 27 человек .
Возникновение Верхнеаршинского связано со строительством Белорецкой узкоколейной железной дороги. В 1910 году на месте будущей станции 87 км появились первые строители. В ноябре 1912 года первый поезд отправился с Запрудовки (Катав-Ивановск) в Тирлян. В 1918 году недалеко, на разъезде 83 км произошёл бой одного из отрядов красных партизан В.К. Блюхера с белогвардейцами. Сейчас на этом месте установлен памятник.
По переписи 1920 года в Верхнеаршинском числилось 6 человек . В 1927 году из Ленинграда на разъезд 87-й км приехала поисковая партия геологов и геофизиков. Руду бурого железняка с расположенного рядом Верхне-Аршинского рудника подвозили к станции, находившейся в трёх километрах от разъезда 87-й км, затем в 1941 году её переместили к посёлку Верхнеаршинскому. С началом  Великой Отечественной войны в посёлок приехали рабочие, которые трудились на лесозаготовках. Бурый железняк, добываемый для Белорецкого завода был невысокого качества. Выдающийся геолог Башкирского территориального управления Михаил Николаевич Доброхотов провёл исследование Верхне-Аршинского рудника, отправил на анализ образцы. Бурый железняк оказался железной шляпой над полиметаллической залежью, содержащей свинец, цинк, серу, серебро, кадмий, галлий, серу пиритную. Месторождение разрабатывалось и одновременно разведывалось на свинец с 1951 по 1956 годы. Начался наплыв рабочих из Белорецка, Учалов, Верхнего Авзяна и других мест. Население посёлка в те годы составляло 3 тысячи человек. За это время началось строительство обогатительного комбината, школы, был построен большой клуб с библиотекой, столовая, четыре магазина, две бани, пекарня. Эксплуатация месторождения прекращена в 1958 г. из-за трудных гидрогеологических условий . В это время открыли крупные месторождения свинца и цинка в Казахстане. Многие специалисты горного дела переехали туда.
В 1958 году был образован участок Белорецкого райпромкомбината по изготовлению фанеры (авиационная фанера). Проработало это производство до 1992 года . С 1953 до 1976 года. Верхнеаршинский имел статус рабочего посёлка . Несколько эпизодов советского сериала «Вечный зов» было снято в окрестностях Вернеаршинского, в частности на БУЖД, на перегоне разъезд 75 км — станция Арша.
В 1979 году был закрыта узкоколейка и разобраны рельсы на участке 87-й км (Верхнеаршинский) — Запрудовка (Катав-Ивановск). Продукцию Белорецкого комбината стали вывозить по ширококолейной железной дороге Белорецк — Магнитогорск, а позднее по построенной дороге Белорецк — Карламан. Железнодорожная ветка от станции 87-й км до Тирляна была разобрана в 2000—2001 году. В 2009 году был упразднён Верхнеаршинский сельсовет.

## Население
| 1970 | 2002 | 2009 | 2010 |
| ---- | ---- | ---- | ---- |
| 624  | ↘167 | ↗170 | ↘119 |

Согласно переписи 2002 года, преобладающие национальности: русские (58 %), башкиры (30 %).

## Географическое положение
Расстояние до:
- районного центра (Белорецк): 74 км,
- центра сельсовета (Николаевка): 18 км,
- ближайшей ж.-д. станции (Белорецк): 76 км.

## Известные уроженцы
- Каратаев, Александр Васильевич, лит. имя Костанай, род. 1952, поэт, писатель, почетный ветеран Комитета национальной безопасности Республики Казахстан.
- Рыбаков, Максим Радикович, (1990-2024), гв. капитан, Герой Российской федерации (2024).